# Pseudochromis stellatus
Pseudochromis stellatus, thường được gọi là đạm bì đầu xanh lục, là một loài cá biển thuộc chi Pseudochromis trong họ Cá đạm bì. Loài này được mô tả lần đầu tiên vào năm 2017. Trong tiếng Latinh, stellatus có nghĩa là "nhiều sao sáng", ám chỉ những đốm vàng ở phần thân trên của loài này.

## Phân bố và môi trường sống
P. stellatus có phạm vi phân bố nhỏ hẹp ở vùng biển Tây Thái Bình Dương. Các mẫu vật của loài này chỉ được tìm thấy tại đảo Batanta, 1 trong 4 đảo lớn của quần đảo Raja Ampat, thuộc tỉnh Tây Papua, Indonesia. P. stellatus sinh sống xung quanh các rạn san hô ở các sườn dốc xa bờ, nơi có dòng chảy mạnh, độ sâu tương đối lớn, khoảng từ 55 đến 70 m.

## Mô tả
P. stellatus trưởng thành đạt kích thước khoảng 4 cm (đối với cá đực). Nửa đầu trên và gáy có màu vàng lục, chuyển thành màu lục xám ở mõm; phần còn lại của đầu màu vàng nhạt hoặc hồng nhạt. Mống mắt màu vàng tươi với vòng màu xanh ngọc lam xung quanh con ngươi. Cơ thể màu lam xám, chuyển thành màu vàng nhạt hoặc xám nhạt ở ngực và bụng. Gốc vây lưng và vây hậu môn có màu lam xám, còn lại có màu xám trong suốt; vây lưng có dải viền vàng ở trước. Gốc vây đuôi có màu lam xám với các sọc màu lam nhạt; phần còn lại của vây có màu xám trong. Vây bụng màu vàng nhạt hoặc xanh trong. Vây ngực cũng có màu vàng nhạt hoặc hồng nhạt.
Số gai ở vây lưng: 3; Số vây tia mềm ở vây lưng: 24 - 26 (thường là 26); Số gai ở vây hậu môn: 3; Số vây tia mềm ở vây hậu môn: 15; Số vây tia mềm ở vây ngực: 18 - 19 (thường là 18); Số vảy ở đường bên: 36 - 38.
Thức ăn của P. stellatus có lẽ là rong tảo và các sinh vật phù du nhỏ.